# Tommaso Campailla

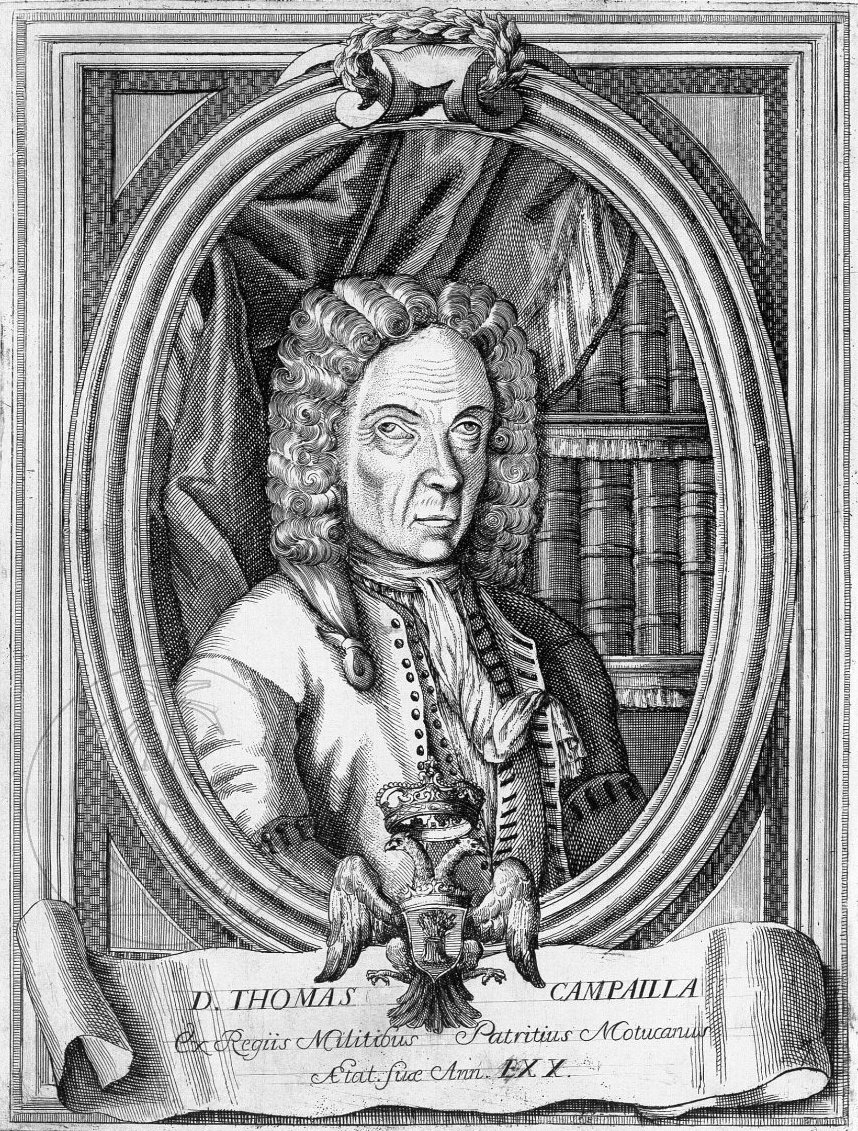
Tommaso Campailla

Tommaso Campailla (Modica, 7 april 1668 - aldaar, 7 februari 1740) was een Siciliaans dichter, filosoof en wetenschapper. Hij baatte in zijn geboortestad een syfiliskliniek uit die befaamd was tot buiten de landsgrenzen.

## Levensloop
Campailla werd geboren in een aristocratische familie in Modica.  Op zestienjarige leeftijd trok hij naar Catania voor een rechtenstudie maar hij gaf die al snel op. Hij keerde terug naar huis en wijdde zich aan zelfstudie. Hij hield zich ook bezig met dichtkunst en toneelschrijven. Rond zijn vijfentwintigste leerde hij het werk van René Descartes kennen, wat een grote invloed zou hebben op zijn denken. Zijn bekendste werk is het filosofische gedicht L'Adamo (gedrukt in twee delen in 1709 en 1723; het kende verschillende herdrukken). Hij schreef ook wetenschappelijke werken en pamfletten over verschillende onderwerpen zoals vulkanologie.
Als uomo universale correspondeerde Campailla met geleerden uit andere landen. Hij interesseerde zich ook in de geneeskunde. Hij kreeg in dit gebied enige faam, vooral als specialist op het gebied van de behandeling van syfilis. Hij behandelde zijn patiënten door hen gedurende korte perioden (10 tot 20 minuten) op te sluiten in kleine hokjes (botti del Campailla) om kwikdampen vermengd met wierook in te ademen. 
Campailla had een zwakke gezondheid en verliet op volwassen leeftijd nooit meer zijn geboortestad, waar hij ook zetelde in het stadsbestuur. Hij huwde en kreeg zeven kinderen. Hij werd begraven in de duomo van Modica.

## Gedenktekens
De syfiliskliniek, Sifilicomio Campailla, bleef in gebruik tot in de 20e eeuw en werd daarna een geneeskundemuseum. In de Duomo en op zijn geboortehuis, vlak bij de kerk San Pietro, zijn gedenkplaten voor Tommaso Campailla aangebracht. In het Palazzo della Cultura van Modica staat een buste van hem.